# 女性主義藝術

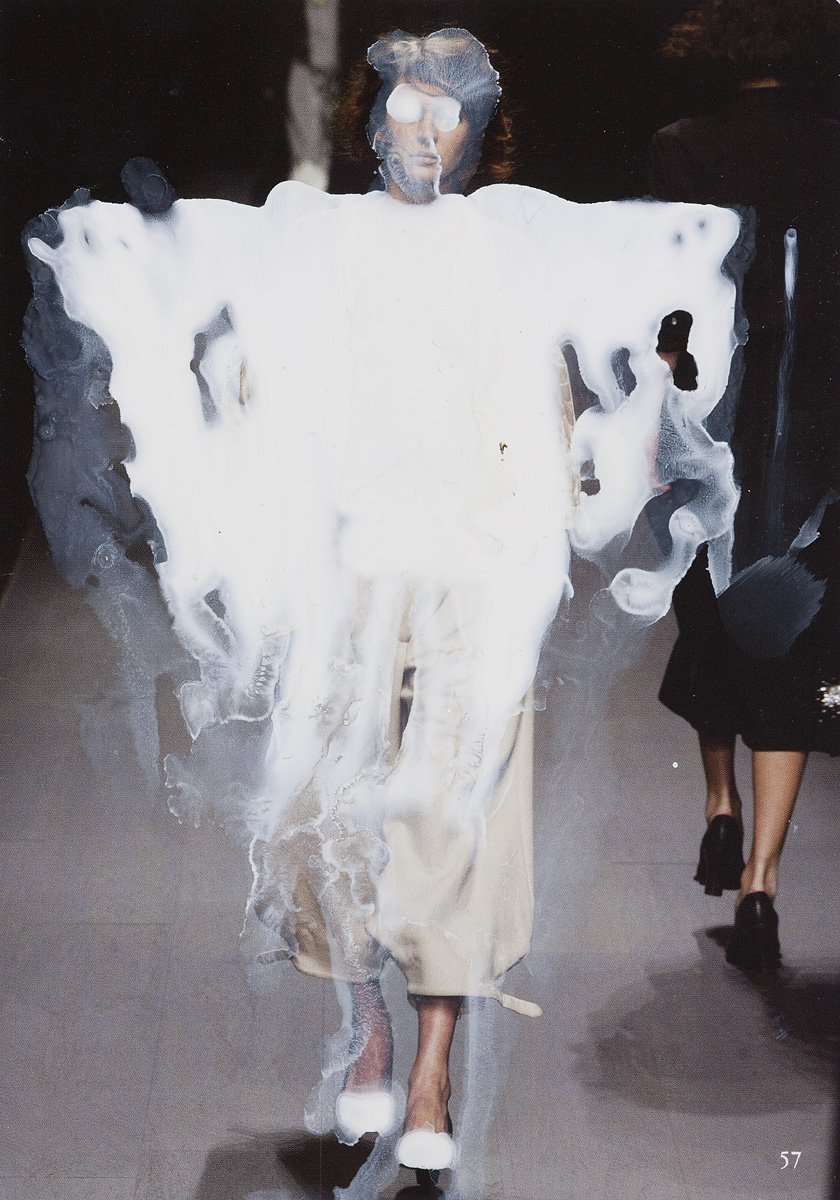
瑪莉·斯皮西, Beauty Interrupted, 2011

女性主義藝術（feminist art）是與1960-1970年代的女性主義運動相關的藝術領域。女性主義藝術聚焦於女性生活中的社會與政治差異，希望能為這個世界帶來正向和理解的變化，導向平等或解放。

女性主義藝術所使用的媒介，從傳統的藝術形式例如繪畫，到比較非傳統的方式如表演藝術、觀念藝術、身體藝術、 工藝, 聲音、影片和纖維藝術等。女性主義藝術藉由納入新的媒介和觀點，成為擴展藝術定義的創新力量。

## 歷史
從歷史上來看，女性藝術家雖然存在，但大多不被重視關注：沒有女性的米開朗基羅或達文西。在〈為何沒有偉大的女性藝術家？〉（Why Have There Been No Great Women Artists?）一文中，琳達·諾克林寫道：「問題不在於我們的秉賦、荷爾蒙、月經週期或我們貧乏的內在空間，問題在於制度和教育。」因為傳統女性作為照顧者的角色，大多數女性無法投入夠多時間創作；此外，女性幾乎無法進入藝術學校，也幾乎不被允許進行現場裸體繪畫 因此，女性藝術家大多是有錢有閒的女性，大多是由她們的父親、叔伯等人栽培，創作的作品大多是靜態生活、風景和肖象畫等。例如安娜·克萊普爾·菲爾和瑪麗·卡薩特。
要定義女性主義藝術可能是有爭議的，因為牽涉到因人而異的個人和政治因素，
所有女性主義者創作的藝術都算是女性主義藝術嗎？不是由女性主義者創作的藝術也可以歸類為女性主義藝術嗎？
露西·利帕德在1980年時曾說：女性主義藝術「不是一種風格或運動，而是一種價值系統、一種革命策略、一種生活方式。」出現於1960年代末期的女性主義藝術運動，受到1960年代的學生運動、非裔美國人民權運動和第二波女性主義的啟發。藉由批判宣揚性別歧視和種族主義的制度，學生、有色人種和女性得以集結並試圖修復各種不平等。女性藝術家使用他們的創作、行動、作品集等，來關注藝術界的不平等。第一波女性主義於十九世紀中葉肇始，在1920年代早期，女性在美國獲得投票權，解放的浪潮也襲捲世界，發展較慢的女性主義藝術則到1960年代才開始成形。

## 推廣女性主義藝術
在1970年代，美國社會開始對變革較為開放，人們也開始體會到對特定性別的刻板印象問題。女性主義藝術在1960年代末到1970年代，成為著墨女性主義社會關注的常見方式。 1972年第一個女性主義雜誌Ms. Magazine創立，它是第一個使女性主義的聲音為人所知的國家雜誌，使女性主義的想法信念為大眾所知，也支持女性主義藝術家。如同在藝術界運用藝術，雜誌這個媒介也用來傳播女性主義訊息並提醒人們社會上性別平等的不足。雜誌的創辦人之一格洛麗亞·斯泰納姆曾說了著名的話：「一個女人需要一個男人，就像一隻魚需要腳踏車」，用以宣揚獨立女性的力量；這個標語常為女性主義運動者們所引用。, 

## 女性主義藝術對社會的影響
露西·利帕德在1980年時說，女性主義藝術「不是一種風格或運動，而是一種價值系統、一種革命策略、一種生活方式。」亦即認為女性主義藝術影響了生活的各種層面。女性們決定在不滿的喧囂中讓自己的聲音被聽見，這樣的平等追求能讓她們獲得像男性一樣的工作，並且獲得相關權利和自身身體的主體性。藝術是一種傳布訊息的媒介和平台，女性主義藝術藉由挑戰之前的女性角色觀念來達成目標。在女性主義藝術品中的性別平等訊息與它們的觀者有所共鳴，這種對社會規範的挑戰，讓人們對例如「女人可以穿男人的衣服嗎？」這樣的問題開始質疑。 

## 女性主義藝術的例子
雜誌和女性主義的興起伴隨著女性主義藝術家日漸受到注目，其中一個例子就是茱蒂·戴特。她最初在舊金山開始她的藝術家事業，那裡是多種藝術和創意工作的文化交匯之地。戴特在博物館展示她的女性主義攝影作品，並獲得了一定的知名度。.她的作品聚焦於挑戰刻板性別角色的女性，例如改變以往要求女性在照相時的衣著和姿勢。運用讓女性穿男性的衣服這種在當時很特別的方式，來支持女性主義運動， 也讓更多人認識到她對平權追求的熱情信念。戴特也拍攝裸體的女性，試圖展現女性身體強壯有力的一面並加以稱讚。這些照片靠著雖然不合於社會規範，但前所未見的特殊性，獲得了觀看者們的關注

## 延伸閱讀
- Norma Broude and Mary D. Garrard. . New York: Harry N. Abrams Publishers Inc. 1994.
- Connie Butler (2007). WACK! Art and the Feminist Revolution. The MIT Press.
- Heartney, E., Posner, H., Princenthal, N., & Scott, S. (2013). After the revolution: women who transformed contemporary art. Prestel Verlag.
- Bettina Papenberg, Marta Zarzycka (eds.) (2017). Carnal Aesthetics: transgressive imagery and feminist politics. I.B.Tauris.
- Griselda Pollock (ed.) (2013). Visual Politics of Pychoanalysis. I.B.Tauris ISBN 978-1-78076-316-3
- Griselda Pollock (1996). Generations and Geographies in the Visual Arts: Feminist Reading. London and NY: Routledge ISBN 0-415-14128-1
- Liz Rideal and Katheleen Soriano (2018). (Madame & Eve. Women Portraying Women. ISBN 978-1-78627-156-3
- Catherine de Zegher (2015). Women's Work is Never Done. Ghent: Mer. Papers Kunsthalle.